# Ổi Thanh Hà
Ổi Thanh Hà gồm những giống ổi Bo xù, ổi Bo trắng và ổi Thái được trồng trên địa bàn huyện Thanh Hà, tỉnh Hải Dương, Việt Nam. Nhờ điều kiện thổ nhưỡng, khí hậu phù hợp, ổi Thanh Hà đã trở thành đặc sản, cho hiệu quả kinh tế cao nhất trong nhóm cây ăn quả. Thanh Hà là một trong những số ít các địa phương có diện tích trồng ổi lớn nhất Việt Nam; so với các giống cây ăn quả khác, diện tích trồng ổi đứng thứ hai (sau vải thiều) không những của huyện mà còn đứng thứ hai toàn tỉnh Hải Dương. Sản phẩm chủ yếu là quả trái vụ, chiếm gần 70% (18.000 tấn ổi trái vụ/26.000 nghìn tấn ổi cả năm) sản lượng ổi quả của cả năm.
Ngày 30/6/2015, Chủ tịch nước Việt Nam Trương Tấn Sang đã thăm mô hình trồng ổi tập trung tại xã Liên Mạc, huyện Thanh Hà.

## Cây trồng chủ lực của địa phương
Trên địa bàn tỉnh Hải Dương, vải thiều, ổi xanh, na là ba loại cây ăn quả chủ lực, có giá trị kinh tế cao, với tổng diện tích trên 15.050 ha, chiếm 68% tổng diện tích cây ăn quả toàn tỉnh. Trong đó, diện tích trồng ổi là 1.450 ha (đứng thứ hai sau vải thiều – 11.000 ha) với năng suất đạt 23 tấn/ha, sản lượng 33.000 tấn/năm.
Ổi xanh được trồng chủ yếu tại huyện Thanh Hà. Năm 2015, diện tích ổi gần 1.200 ha. Sản lượng ổi toàn huyện đạt trên 26 nghìn tấn, giá trị sản xuất đạt 150-200  triệu đồng/ha/năm, gấp 3 – 4 lần sản xuất lúa. Ổi được trồng tập trung ở những vùng chuyên canh tại các xã: Liên Mạc, Tân Việt, Cẩm Chế, Thanh An, Thanh Lang, Thanh Xuân, Việt Hồng. Trồng ổi cho thu nhập 10 triệu đồng/sào/năm, cao hơn hẳn vải thiều.
Xã Liên Mạc có 480,19 ha ổi, chiếm hơn 90% diện tích đất nông nghiệp toàn xã (480 ha). Đây là xã có diện tích trồng ổi lớn nhất và là vùng cây ăn quả mang lại thu nhập cao nhất huyện và tỉnh. Hàng năm, xã Liên Mạc thu được hơn 8.000 tấn ổi, doanh thu hơn 64 tỷ đồng.
Thanh Xuân cũng là một trong những xã có diện tích trồng lớn của huyện Thanh Hà, với 270 ha. Mỗi năm cung cấp cho thị trường 3.000 tấn ổi, doanh thu khoảng 25 tỷ đồng.
Ngoài các vùng sản xuất tập trung, các xã, thị trấn thuộc huyện Thanh Hà đều trồng ổi. Xã An Phượng trồng 42,8 ha ổi.

## Một số đặc điểm
Giống ổi được trồng tại Thanh Hà gồm các giống ổi Bo xù, ổi Bo trắng và ổi Thái. Các giống rất phù hợp với thổ nhưỡng, khí hậu trên vùng Thanh Hà, nhất là địa bàn các xã ven sông Hương.
Đây là đối tượng cây trồng nhanh cho thu hoạch, năm đầu tiên ổi bói quả và cho thu rộ vào năm thứ 2, thứ 3. Thời gian thu hoạch khoảng 4 năm/cây. Mật độ trồng 100 cây/sào, năng suất 0,8 tấn quả/sào/năm.
Ổi rất dễ điều khiển ra hoa trái vụ, trồng lách vụ, do đó ra trái quanh năm. Chất lượng tốt nhất vào mùa đông, hay khi có gió heo may. Chính vì vậy, sản phẩm ổi quả ở Thanh Hà chủ yếu là ổi trái vụ. Ổi trái vụ cho thu hoạch từ tháng Chín năm trước đến tháng Tư năm sau. Sản lượng trung bình hàng năm khoảng 18.000 tấn quả, doanh thu đạt khoảng 120 tỷ đồng.
Tỷ lệ ổi thiệt hại do ruồi hại quả gây ra khoảng 52 - 62%.

## Một số kỹ thuật trồng ổi tại Thanh Hà
Người dân Thanh Hà trồng ổi theo phương thức thâm canh; áp dụng trồng trái vụ, lách vụ, xen canh nên cho thu hoạch quanh năm. Áp dụng kỹ thuật ngắt ngọn, tuốt lá, sử dụng kỹ thuật bón phù hợp tạo ổi trái vụ.  
Áp dụng kỹ thuật chăm bón, để quả phù hợp với sức cây (thường 2 – 3 quả/cành) nhằm nâng cao chất lượng và kéo dài tuổi thọ của cây. Trước đây, quả ổi thường bị sâu, cây ổi chỉ được 2 năm là phải chặt bỏ. Thời gian thu hoạch khoảng 4 năm.
Các hộ nông dân hiện nay sử dụng màng bọc nilong để phòng và hạn chế sâu, ròi, ruồi vàng, ong châm hại quả.  
Năm 2014, Sở Nông nghiệp và Phát triển nông thôn đã triển khai áp dụng quy trình thực hành sản xuất nông nghiệp tốt VietGAP (Vietnammese Good Agricultural Pracetices) vào sản xuất  6 ha ổi tại xã Liên Mạc với 34 hộ trồng, chất lượng sản phẩm được nâng cao.

## Thị trường
Người trồng ổi chủ yếu tiêu thụ ngay tại vườn cho các thương lái. 100% ổi được sử dụng cho ăn tươi và tiêu thụ chính tại thị trường nội địa, gồm các tỉnh Hải Dương, Hải Phòng, Thái Bình, Bắc Giang, Hà Nội…
Sản phẩm ổi Thanh Hà được Ủy ban nhân dân tỉnh Hải Dương cấp chỉ dẫn địa lý để đăng ký bảo hộ nhãn hiệu tập thể. Hiện nay, tỉnh Hải Dương đã tiến hành xây dựng thương hiệu ổi Thanh Hà.
Ở Hà Nội, những tháng cuối năm có một điểm bán ổi Thanh Hà mang thương hiệu "Lệ Rơi". Sự kiện bán ổi Lệ Rơi đã trở thành một tâm điểm chú ý của nhiều người tiêu dùng Hà Nội, giới truyền thông...
Thời gian tới tỉnh giữ ổn định diện tích 1.500 ha ổi, để đảm bảo sản lượng 30.000 - 32.000 tấn quat cung cấp cho thị trường. Mở rộng diện tích vải sản xuất an toàn theo quy trình VietGAP, GlobalGAP… đồng thời đẩy mạnh công tác xúc tiến thương mại, xây dựng và quảng bá thương hiệu sản phẩm ổi Thanh Hà nhằm mở rộng thị trường tiêu thụ trong nước và xuất khẩu.